# شهرستان پولک (آرکانزاس)
شهرستان پولک، آرکانزاس (به انگلیسی: Polk County, Arkansas) شهرستانی در ایالات متحده آمریکا است که در آرکانزاس واقع شده‌است.

## خصوصیات
شهرستان پولک ۲٬۲۳۲٫۵۸ کیلومترمربع مساحت دارد.